# Namahage

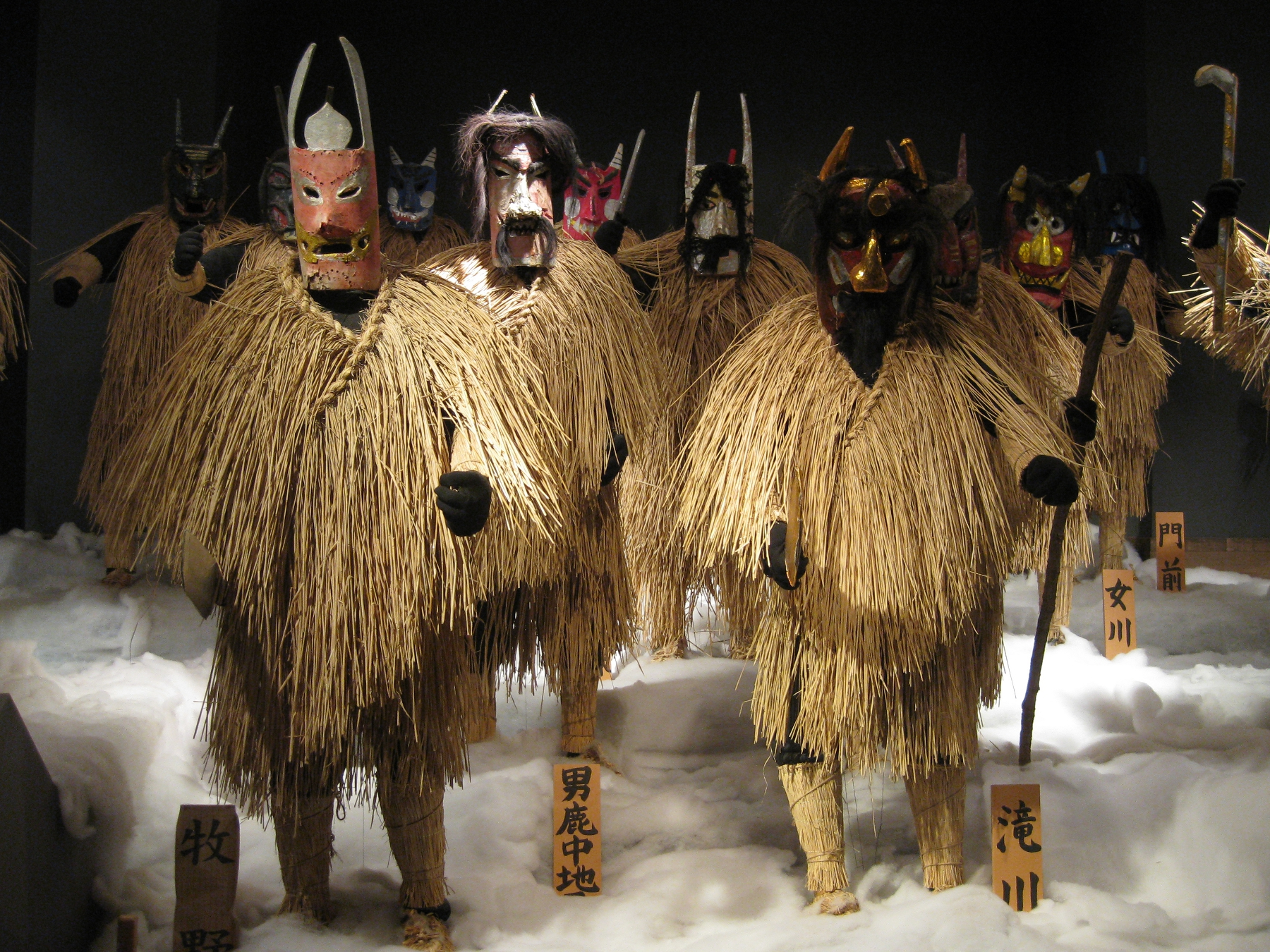
Kostüme im Namahage-Museum

Namahage (japanisch 生剥げ) ist die Symbolfigur eines Brauchtums, das am Silvesterabend auf der Oga-Halbinsel in der japanischen Präfektur Akita im Norden Honshūs stattfindet. Die Tradition hat eine über 200-jährige Geschichte.

## Beschreibung
Die teuflische Figur ist ein Oni (Oger), der einmal pro Jahr als ein Fruchtbarkeitssymbol für das neue Jahr erscheint und die bösen Geister vertreiben soll. Die monsterhafte Gestalt hat eine Holzmaske mit Hörnern und Haaren auf und trägt einen Strohumhang (Mino). In der Hand trägt sie ein Deba-Messer oder ein japanisches Hackmesser. Während des Fests ziehen verkleidete junge Männer durch die Straßen von Haus zu Haus, um die Bewohner zu erschrecken.
Noch heute wird kleineren Kindern und auch Schwiegertöchtern, die in einen Haushalt einheiraten, mit Sprüchen wie Waruiko wa inē ka (悪い子はいねえか) gedroht, was im Dialekt der Region Akita so viel bedeutet wie „Keine frechen Kinder?“. Es ist eine Aufforderung, sich brav zu verhalten bzw. sich den Regeln anzupassen.
Das Oger-Emoji 👹 wurde 2010 dem Unicode-Standard hinzugefügt und basiert auf dem japanischen Oger Namahage.
Im Jahr 2018 wurde die Schreckgestalt von der UNESCO zum immateriellen Kulturerbe ernannt.
Der Asteroid (7664) Namahage wurde am 10. Dezember 2011 nach dem Brauchtum benannt.